# Andrei Stratan
Pour les articles homonymes, voir Stratan.
Andreï Stratan (Andrei Stratan, né le 3 septembre 1966 à Chișinău), est un homme politique moldave. Il a été ministre des Affaires étrangères et de l’Intégration européenne du 4 février 2004 au 25 septembre 2009.

## Biographie
Stratan a commencé sa carrière dans l'administration des douanes, d'abord soviétiques (1991-1992), puis moldaves (1992-2002).